# Calculateurs d'Oxford

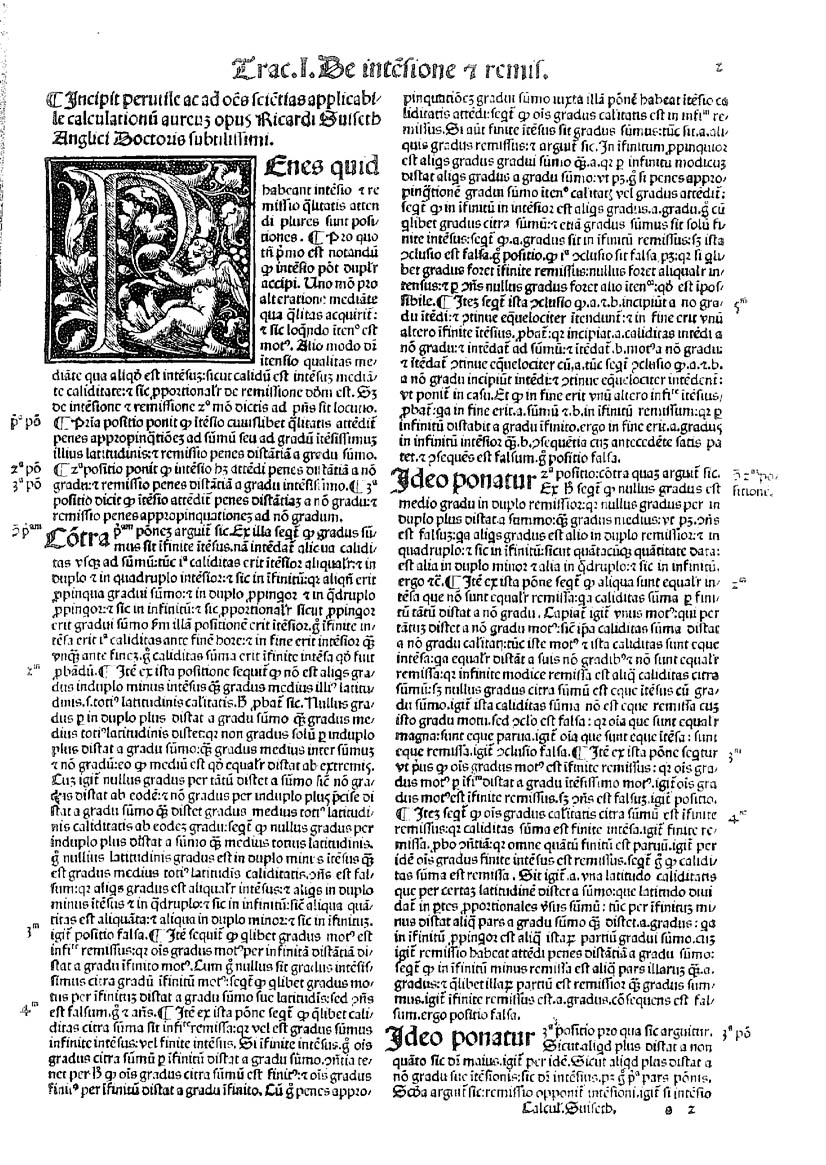
Richard Swineshead, Calculator (édition de 1520)

Les calculateurs d'Oxford sont un groupe de penseurs du XIVe siècle, presque tous appartenant au Merton College de l'université d'Oxford, qui adoptèrent une approche logico-mathématique des problèmes philosophiques.
Les plus importants d'entre eux, écrivant dans le second quart du XIVe siècle, sont Thomas Bradwardine, John Dumbleton, William Heytesbury et Richard Swineshead.
Ils s'appuient sur les travaux légèrement antérieurs de Walter Burley et de Gérard de Bruxelles.

## Travaux scientifiques
Les calculateurs d'Oxford distinguèrent la cinématique de la dynamique (en mettant l'accent sur la première), et étudièrent la notion de vitesse instantanée. Ils furent les premiers à formuler et à démontrer le théorème de vitesse moyenne (fondement de la loi de la chute des corps) : « un corps se déplaçant à vitesse constante parcourt la même distance qu'un corps accéléré si sa vitesse est la moitié de la vitesse finale du corps accéléré », longtemps avant Galilée, auquel on continue généralement à l'attribuer.
Le physicien et historien des sciences Clifford Truesdell écrit :

« Les sources désormais disponibles nous prouvent sans aucun doute que les principales propriétés cinématiques des mouvements uniformément accélérés, encore attribuées à Galilée par les livres de physique, furent découvertes et démontrées par les savants du Merton College.... Les résultats qualitatifs de la physique grecque furent remplacés, du moins pour l'étude des mouvements, par les descriptions quantitatives qui ont dominé la science occidentale depuis lors. Ces travaux furent rapidement diffusés en France, en Italie, et dans d'autres contrées européennes. Presque aussitôt, Giovanni di Casali et Nicole Oresme découvrirent comment représenter ces résultats par des graphes, faisant apparaître le lien entre la géométrie et le monde physique qui est devenu une autre habitude de la pensée occidentale ... »

Dans le Tractatus de proportionibus (1328), Bradwardine étend la théorie des proportions d'Eudoxe, anticipant le concept de croissance exponentielle qui devait être par la suite développé par Jakob Bernoulli et Leonhard Euler, utilisant les intérêts composés comme cas particulier. Démontrer rigoureusement le théorème de la vitesse moyenne demanderait d'utiliser la notion moderne de limite, et Bradwardine dut développer les méthodes connues de son temps. L'historien des mathématiques Carl Benjamin Boyer écrit que « Bradwardine développa pour ce faire la théorie des proportions multiples de Boèce ».
Boyer dit également que « les travaux de Bradwardine contiennent des bases de trigonométrie glanées dans des sources arabes », mais que « Bradwardine et ses collègues d'Oxford ne réussirent pas tout à fait à s'élever jusqu'à la science moderne », l'outil essentiel leur manquant étant l'algèbre.

### Sources
- (en) Edith Sylla, "The Oxford Calculators", dans The Cambridge History of Later Medieval Philosophy: From the Rediscovery of Aristotle to the Disintegration of Scholasticism, 1100-1600 (éditeurs : Norman Kretzmann, Anthony Kenny et Jan Pinborg), New York : Cambridge (1982).
- (en) Carl Benjamin Boyer, The History of Calculus and Its Conceptual Development, Dover (1959).
- (en) John Longeway, "William Heytesbury", dans The Stanford Encyclopedia of Philosophy (2003).
- (en) Uta C. Merzbach et Carl Benjamin Boyer A History of Mathematics", troisième édition, Wiley (2011).